# Kolonialskandal
Kolonialskandal bezeichnet allgemein Ereignisse der Kolonialgeschichte, bei denen Übergriffe und Verbrechen von Kolonialbeamten zunächst vertuscht und schließlich aufgedeckt wurden.

## Deutschland
In der deutschen Kolonialgeschichte bezieht sich der Begriff auf:
- den von Carl Peters, dem damaligen Reichskommissar für das Kilimandscharogebiet, 1891 verübten Justizmord an seiner Konkubine Jogodia und deren Geliebtem und dessen juristische und parlamentarische Folgen
- die Übergriffe des stellvertretenden Gouverneurs von Kamerun Heinrich Leist, die 1893 die Dahomey-Meuterei auslösten[1]
- die Vergewaltigung mehrerer minderjähriger Afrikanerinnen durch Georg Schmidt, einen deutschen Kolonialbeamten in Togo im Jahr 1905, sowie deren Aufdeckung durch die Zentrumsabgeordneten Matthias Erzberger und Hermann Roeren[2]
- die Autokratie unter Gouverneur Jesko von Puttkamer in der Kolonie Kamerun und seine Rückbeorderung anlässlich einer Urkundenfälschung
- den Verdacht, Gouverneur Albrecht von Rechenberg pflege homosexuelle Kontakte zu afrikanischen Untergebenen und die Anklage gegen den Zeitungsherausgeber Willy von Roy wegen Verleumdung[3]

## Frankreich
In der französischen Kolonialgeschichte ist der Skandal um die Mission Voulet-Chanoine bekannt. Diese Expedition sollte 1898 das Gebiet um den Tschadsee für Frankreich sichern, beging aber auf dem Weg dorthin ein so hohes Maß an Gewalttätigkeiten und Plünderungen gegen die indigene Bevölkerung, dass Kolonialminister Florent Guillain die beiden führenden Offiziere ihrer Posten enthob. Diese verweigerten den Befehl und wurden schließlich von ihren eigenen Soldaten umgebracht.